# فدراسیون کرفبال ارمنستان
فدراسیون کرفت‌بال جمهوری ارمنستان (ارمنی: Հայաստանի կորֆբոլի ֆեդերացիա) که با نام فدراسیون کرفت‌بال ارمنستان نیز شناخته می‌شود، نهاد تنظیم‌کننده ورزش کرفبال در ارمنستان می‌باشد که توسط کمیته المپیک ارمنستان اداره می‌شود و مقر آن در شهر ایروان واقع شده است.

## تاریخچه
این فدراسیون در سال ۱۹۹۱ میلادی تأسیس شد و ریاست فعلی آن را وارطان شاهومیان برعهده دارد. این فدراسیون عضو کامل فدراسیون بین‌المللی کرفبال می‌باشد.
بازیکن کرفبال ارمنستانی در مسابقات قهرمانی در سطوح مختلف اروپایی و بین‌المللی از جمله در مسابقات قهرمانی جهانی و بازی‌های المپیک تابستانی شرکت می‌کنند.

## فعالیت‌ها
این فدراسیون مدیریت تیم ملی کرفبال ارمنستان و تیم ملی کرفبال ساحلی ارمنستان را بر عهده دارد.
تیم ملی کرفبال ارمنستان در مسابقات بین‌المللی کورفبال ۲۰۱۶ در هلند شرکت کرد.
در ۲۸ اوت ۲۰۲۱، تیم ملی کرفبال ساحلی ارمنستان در مسابقات بین‌المللی ساحلی کورفبال در لاهه، هلند شرکت کرد.